# Grevillea fuscolutea
Grevillea fuscolutea är en tvåhjärtbladig växtart som beskrevs av G.J. Keighery. Grevillea fuscolutea ingår i släktet Grevillea och familjen Proteaceae. Inga underarter finns listade i Catalogue of Life.